# Tacna
Tacna fica no extremo sul do Peru, a apenas 52km da fronteira com o Chile e a mais de mil quilômetros da capital Lima (precisamente 1293km). É capital do departamento de Tacna e da província de Tacna. Tem cerca de 280 mil habitantes.
O clima em Tacna é seco, tanto que o Rio Caplina, que corta a cidade, vem da palavra indígena Kapallina ("aquele que se acaba e não chega ao mar").

## Curiosidade
Tacna foi a capital da Confederação Peru-Boliviana, país existente de 1836 a 1839.

## Esporte
A cidade de Tacna possui um time na primeira divisão peruana que disputou a Taça Libertadores da América de 2008, o Coronel Bolognesi.